# 1693 Hertzsprung
Az 1693 Hertzsprung (ideiglenes jelöléssel 1935 LA) a Naprendszer kisbolygóövében található aszteroida. Hendrik van Gent fedezte fel 1935. május 5-én, Johannesburgban.